# Jozef Mores
Jozef Mores (* 21. září 1972, Ružomberok) je bývalý slovenský fotbalista. Po skončení aktivní kariéry působí jako trenér.

## Fotbalová kariéra
V československé hrál za Duklu Banská Bystrica. Nastoupil v 7 ligových utkáních. Gól v lize nedal.

## Ligová bilance
| Ročník                                   | Zápasy | Góly | Klub                  |
| ---------------------------------------- | ------ | ---- | --------------------- |
| 1. československá fotbalová liga 1991/92 | 7      | 0    | Dukla Banská Bystrica |
| CELKEM 1. liga                           | 7      | 0    |                       |